# Strumpa (häst)

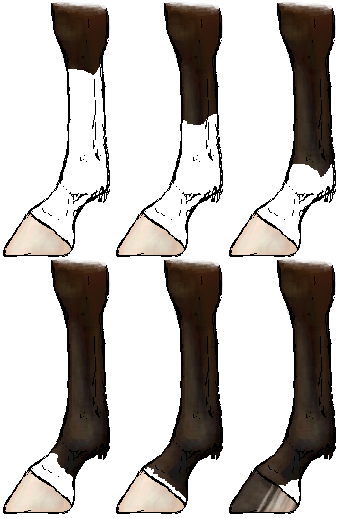
Den översta bilden till vänster visar en vit helstrumpa. Den översta bilden i mitten visar en vit halvstrumpa.

Strumpa är en typ av tecken på hästens ben. De är vita och går upp ungefär halvvägs längs hästens ben. Vit halvstrumpa innebär vitt upp till halva skenbenet. Vit helstrumpa innebär vitt upp till under framknä/has.

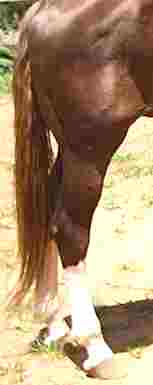
Strumpa på bakben.